# 枚方寝屋川消防組合
枚方寝屋川消防組合（ひらかたねやがわしょうぼうくみあい）は、大阪府枚方市及び寝屋川市によって組織された一部事務組合（消防組合）である。管轄区域は前述の2市。消防本部の名称は、枚方寝屋川消防組合消防本部。

## 概要
- 組合事務所：枚方市新町1-7-11
- 消防本部：枚方市新町1-7-11
- 管内面積：89.81km2
- 職員定数：699人以内
- 消防署3カ所、出張所15カ所
- 主力機械（2023年4月1日現在）
  - 普通消防ポンプ自動車：23　ミニタンク車23台
  - はしご付消防自動車：4　38M級3台・15M級1台
  - 化学消防自動車：2　全車Ⅲ型
  - 救急自動車：24
  - 救助工作車：3　全車Ⅲ型
  - 可搬ポンプ積載車：3
  - 遠距離大量送排水車：2
  - 水槽車：2
  - 指揮車：4
  - 指揮支援車：1
  - 調査車：2
  - 査察車：6
  - 司令車：1
  - 広報車：5
  - 機械積載車：1
  - 無線車：1
  - 資材運搬車：2
  - 人員搬送車：1
  - 多目的車：1
  - ミニ消防車：2
  - 放水砲車：1
  - 支援車：2　Ⅰ型1台・Ⅱ型1台
  - 起震車：1
  - 事務連絡車：19
  - 可搬積載車：3

## 沿革

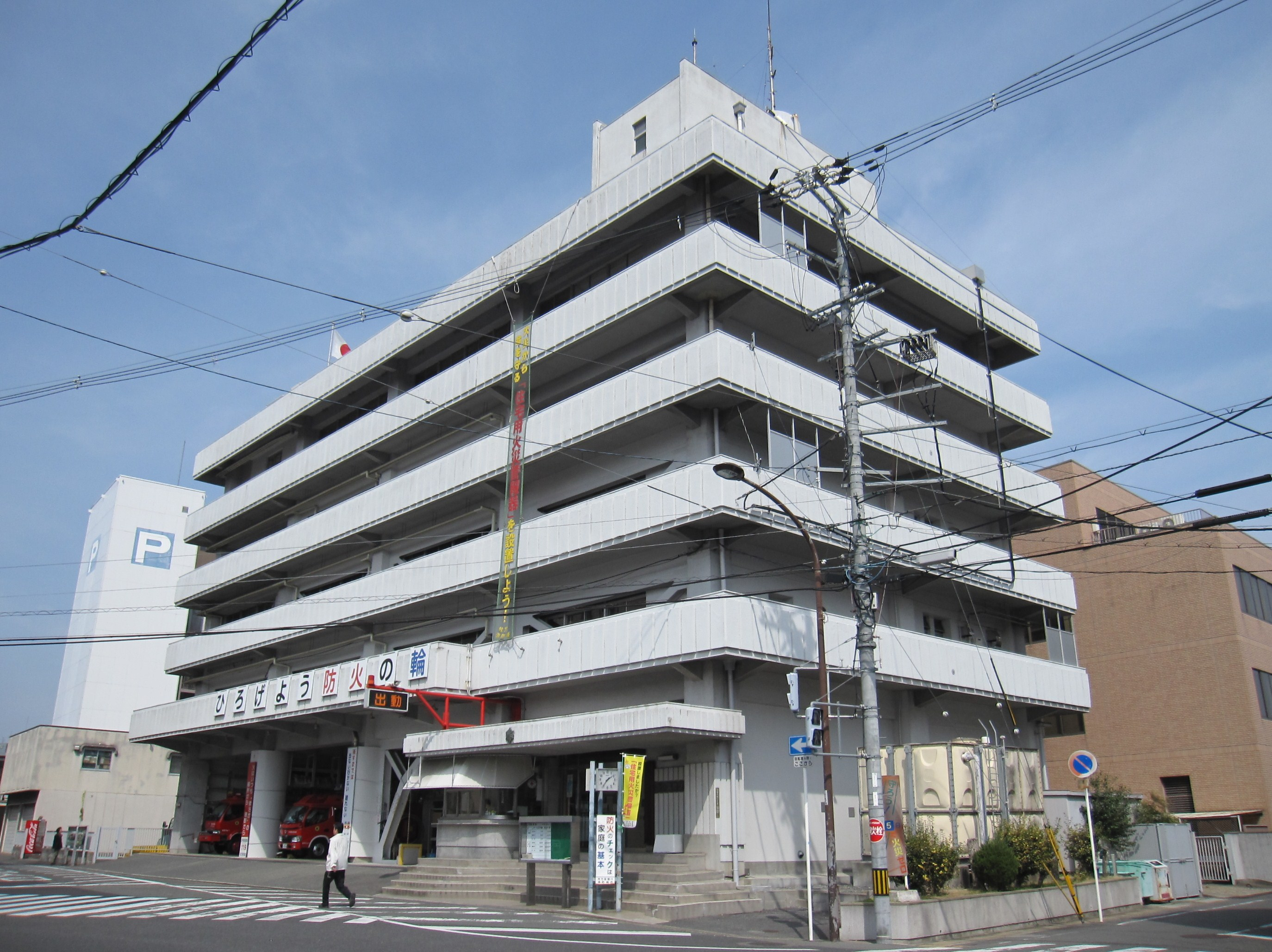
2016年2月までの消防本部

- 1944年8月25日　官設消防として、大阪府警察部消防課直属の枚方消防特別出張所を開設する。
- 1945年6月29日　寝屋川消防分遣所を開設する。
- 1946年3月10日　津田消防分遣所を開設する。
  - 4月1日　枚方消防特別出張所が枚方消防署に、寝屋川消防分遣所が寝屋川消防出張所に昇格する。
- 1947年8月1日　枚方町が市制施行し、枚方市となる。
- 1948年3月7日　自治体消防として、枚方市・寝屋川町・交野町（現：交野市）・津田町の1市3町で枚方市外3ヶ町消防組合を設立し、1本部1署3出張所（寝屋川・交野・津田）体制で発足する。
- 1949年4月1日　交野町が消防組合を脱退し、枚方市外2ヶ町消防組合に改称する。
  - 4月25日　寝屋川出張所を開設し、寝屋川出張所を香里出張所に改称する。
  - 9月1日　津田町が消防組合を脱退する。
  - 9月16日　枚方寝屋川消防組合・枚方寝屋川消防署に改称する。
- 1950年6月25日　阪出張所を開設する。
- 1951年5月3日　寝屋川町が市制施行し、寝屋川市となる。
- 1954年6月6日　消防本部・消防署庁舎を新築し移転する。旧消防署を枚方出張所に改組し、香里出張所を廃止する。
- 1955年10月15日　津田町が枚方市に編入合併する。
- 1956年7月10日　津田分遣所を開設する。
- 1957年4月1日　津田分遣所が津田出張所に昇格する。
- 1961年4月25日　救急自動車を本署に配備し、救急業務を開始する。
- 1963年4月15日　寝屋川出張所が移転し、寝屋川西出張所に改称する。
  - 6月25日　寝屋川東出張所を開設する。
- 1965年10月1日　中宮出張所を開設する。
- 1969年12月17日　明和出張所を開設する。
- 1971年1月18日　枚方消防署・寝屋川消防署を設置し、2署制となる。枚方寝屋川消防署を中振出張所に改組する。
- 1974年1月30日　寝屋川消防署特別出張所を開設する。
- 1975年4月1日　消防音楽隊が発足する。
  - 5月6日　楠葉出張所を開設する。
  - 5月23日　三井出張所を開設する。
- 1977年6月1日　渚出張所・神田出張所を開設する。
- 1978年4月1日　川越出張所を開設する。
- 1981年10月24日　長尾出張所を開設する。
- 1982年4月1日　消防本部に部制を導入する。
- 1983年2月1日　氷室出張所を開設する。
- 1986年4月1日　枚方東消防署を設置し、3署制となる。津田出張所を廃止する。
- 1991年4月1日　枚方出張所を伊加賀出張所に、寝屋川消防署特別出張所を秦出張所に、東出張所を南出張所に改称する。
- 1993年4月1日　高規格救急自動車を枚方消防署本署・寝屋川消防署本署へ配備する。
  - 8月1日　救急救命士が業務を開始する。
- 1994年10月1日　高規格救急自動車を枚方東消防署本署へ配備する。
- 1995年1月17日　阪神・淡路大震災に応援出場する。
- 2001年4月1日　北山出張所を開設する。
- 2004年4月26日　JR福知山線脱線事故に緊急消防援助隊を派遣した。
  - 10月20日　平成16年台風第23号豊岡市水災害に緊急消防援助隊を派遣した。
- 2006年3月31日　消防音楽隊を廃止する。
- 2009年4月1日　枚方消防署に高度救助隊を設置する。
- 2011年3月19日　東北地方太平洋沖地震に伴う東日本大震災に緊急消防援助隊を派遣した。
- 2015年6月　消防本部の庁舎が仮完成。消防指令本部を中振出張所から新町に移転
  - 7月6日　消防広域化の一環として、交野市消防本部より通信指令業務を受託する。
- 2016年2月　消防本部機能を枚方消防署から新町に移転

## 組織
- 組合議会
  - 議員定数：16人（枚方市：9人、寝屋川市：7人）
- 執行機関
  - 管理者（枚方市長）
  - 副管理者：2人（寝屋川市長、枚方市の副市長のうち管理者が指名するもの1人）
  - 会計管理者（枚方市会計管理者）
  - 監査委員：2人
  - 消防本部
    - 総務部
      - 総務管理課
      - 企画戦略課
      - 人材マネジメント課

    - 警防部
      - 情報指令課
      - 警防課
      - 救急課

    - 予防部
      - 予防指導課
      - 保安対策課

  - 消防署
    - 警備課
    - 予防課

## 消防署
| 消防署       | 住所                  | 出張所 |
| ------------ | --------------------- | --- |
| 枚方消防署   | 枚方市大垣内町2-10-22 | 中振：枚方市南中振1-16-301 中宮：枚方市池之宮3-4-281 渚：枚方市上野3-8-21 川越：枚方市茄子作北町7-22                                                         |
| 枚方東消防署 | 枚方市津田北町2-23-3  | 阪：枚方市牧野本町1-10-341 楠葉：枚方市楠葉並木2-29-11 長尾：枚方市長尾元町2-13-61 氷室：枚方市宗谷1-14-11 北山：枚方市北山1-67-15                           |
| 寝屋川消防署 | 寝屋川市池田2-11-73   | 西：寝屋川市春日町20-221 南：寝屋川市下木田町16-171 明和：寝屋川市打上宮前町2-31 秦：寝屋川市秦町2-51 三井：寝屋川市三井南町25-21 神田：寝屋川市東神田町22-6 |